# Бродсько-Посавська жупанія

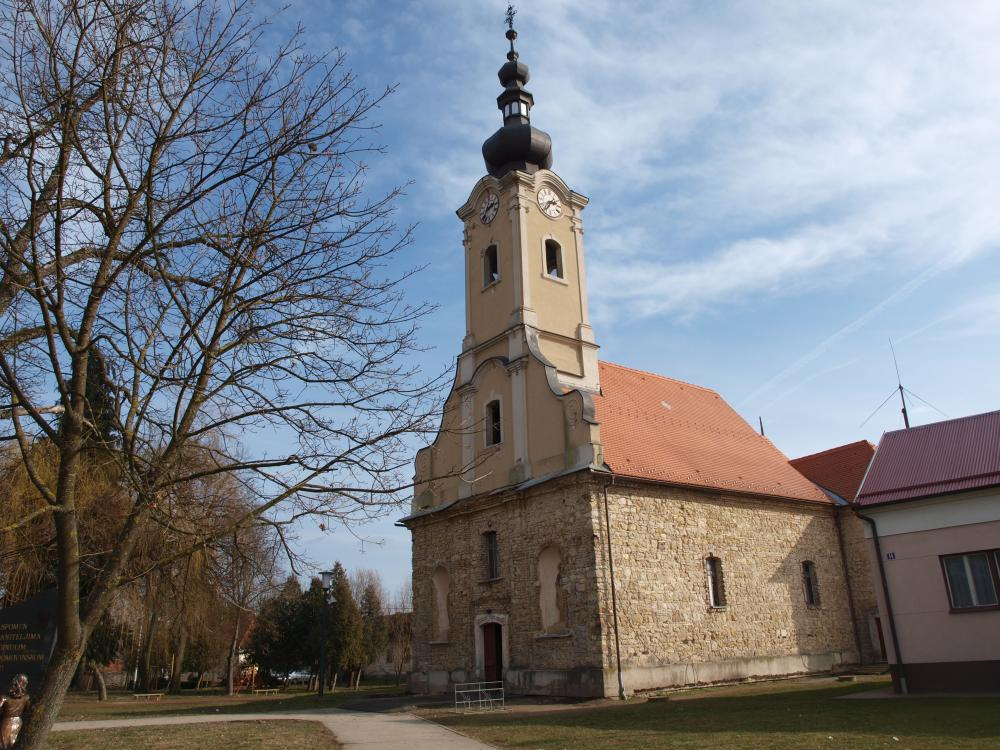
Церква у Сібінь — центрі найбільшої громади жупанії

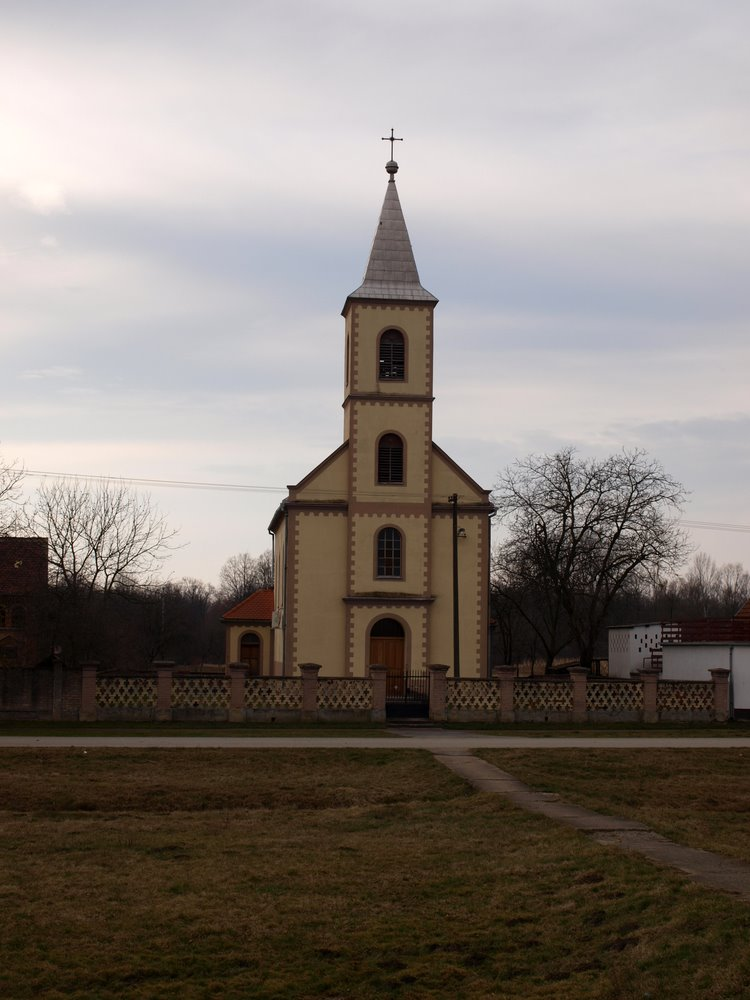
Греко-католицька церква у Каніжі (громада Бебрина)

Бро́дсько-Поса́вська жупа́нія (хорв. Brodsko-posavska županija) — округ у Хорватії, у південній Славонії. Перша частина складної назви жупанії вказує на адміністративний центр Славонський Брод, друга — походить від назви географічного регіону Посавіна, який входить до складу жупанії.

## Географія
Територія жупанії простягається по лівому березі річки Сава (по+Сава=Посавіна). Таким чином, південну межу жупанії утворює Сава, будучи на цьому відрізку одночасно кордоном між Хорватією та Боснією і Герцеговиною. На заході Бродсько-Посавська жупанія межує з Сісацько-Мославінською жупанією, на півночі — з Пожезько-Славонською жупанією, на північному сході — Осієцько-Баранською жупанією і на сході — Вуковарсько-Сремською жупанією. 
Бродсько-Посавський округ можна поділити на три зони: гористу, рівнинну і низовинну. Горбисту місцевість утворюють невисокі гори, покриті лісами з найвищою вершиною 984 м над рівнем моря (гора Псунь). Рівнинна область займає найбільшу частину жупанії, її утворює відрізок родючої славонської рівнини. Низовинний пояс складається з прилеглої до Сави місцевості, зазвичай, добре захищеної від високих вод річки та пов'язаної з основною і місцевою мережею каналів.
Жупанія має помірно-континентальний клімат з дуже рідкісними крайніми метеорологічними проявами. Багаті водні запаси, ліси та родючі ґрунти, судноплавна річка і важливі сухопутні шляхи європейського значення це природні умови, які дозволили високий розвиток економіки, транспорту, торгівлі і культури.

## Історія
Жупанія виникла на території, яка колись входила до складу Військової границі в часи Австро-Угорської імперії, а пізніше належала до Бродського муніципалітету і муніципалітету Нова-Градишка доби існування Югославії.

## Населення
Згідно з даними перепису 2001 року, на території жупанії проживало 176 765 осіб, що становить 4 % загальної чисельності населення Хорватії. Середня густота населення — 88 мешканців/км². Національний склад населення жупанії: 
| національність | чисельність | відсоток |
| -------------- | ----------- | -------- |
| хорвати        | 166 129     | 93,98%   |
| серби          | 5 347       | 3,02%    |
| цигани         | 586         | 0,33%    |
| боснійці       | 372         | 0,21%    |
| українці       | 320         | 0,18%    |
| албанці        | 285         | 0,16%    |

## Економіка
Є кілька видів економічної діяльності, якими відома жупанія. Один із них представляє холдинг «Джуро Джакович», одна з найбільших і найвідоміших металургійних компаній, розташована у Славонському Броді. Також важливою галуззю економіки жупанії є сільськогосподарське виробництво, серед якого виділяється землеробство і скотарство.

## Адміністративний поділ
Жупанія поділяється на 28 муніципальних утворень: 2 міста і 26 громад.
- Місто Славонський Брод, столиця жупанії, населення 64 612 осіб
- Місто Нова-Градишка, 35 400 осіб

- Громада Бебрина
- Громада Бродський Ступнік
- Громада Буковле
- Громада Цернік
- Громада Давор
- Громада Доні-Андрієвці
- Громада Драгаліч
- Громада Ґарчін
- Громада Горня-Врба
- Громада Горні-Богічевці
- Громада Ґундінці
- Громада Клакар
- Громада Нова Капела
- Громада Окучані
- Громада Опрісавці
- Громада Оріовац
- Громада Подцркавлє
- Громада Решетарі
- Громада Сібінь
- Громада Сікіревці
- Громада Славонський Шамац
- Громада Стара Градишка
- Громада Старо-Петрово-Село
- Громада Велика Копаниця
- Громада Врб'є
- Громада Врполє